# 중국어 방
중국어 방(영어: Chinese room)은 존 설(John Searle)이 튜링 테스트로 기계의 인공지능 여부를 판정할 수 없다는 것을 논증하기 위해 고안한 사고실험이다.

## "설"의 사고 실험
실험의 내용은 다음과 같다.
우선 방 안에 영어만 할 줄 아는 사람이 들어간다. 그 방에 필담을 할 수 있는 도구와, 미리 만들어 놓은 중국어 질문과 질문에 대한 대답 목록을 준비해 둔다. 이 방 안으로 중국인 심사관이 중국어로 질문을 써서 안으로 넣으면 방 안의 사람은 그것을 준비된 대응표에 따라 답변을 중국어로 써서 밖의 심사관에게 준다.

안에 어떤 사람이 있는지 모르는 중국인이 보면 안에 있는 사람은 중국어를 할 줄 아는 것처럼 보인다. 그러나, 안에 있는 사람은 실제로는 중국어를 전혀 모르는 사람이고, 중국어 질문을 이해하지 않고 주어진 표에 따라 대답할 뿐이다. 이로부터 중국어로 질문과 답변을 완벽히 한다고 해도 안에 있는 사람이 중국어를 진짜로 이해하는지 어떤지 판정할 수 없다는 결론을 얻는다. 이와 마찬가지로 지능이 있어서 질문 답변을 수행할 수 있는 기계가 있어도 그것이 지능을 가졌는지는 튜링 테스트로는 판정할 수 없다는 주장이다.

## 철학

### 강한 인공 지능
"설"은 자신이 "강력한 AI"라고 부르는 철학적 입장을 밝혔다.

적절하게 프로그래밍된 컴퓨터는 올바른 입력과 출력을 갖추고 있으므로 인간이 마음을 갖는 것과 정확히 같은 의미에서 마음을 가질 것이다.

정의는 마음을 시뮬레이션하는 것과 실제로 마음을 갖는 것의 구별에 따라 달라진다. Searle은 "강력한 AI에 따르면 올바른 시뮬레이션은 실제로 마음이다. 약한 AI에 따르면 올바른 시뮬레이션은 마음의 모델이다."라고 썼다.
이 주장은 초기 AI 연구자와 분석가의 일부 진술에 암묵적으로 포함되어 있다. 예를 들어, 1955년 AI 창시자 허버트 사이먼은 "이제 세상에는 생각하고, 배우고, 창조하는 기계가 있다."라고 선언했다. Simon은 앨런 뉴얼과 클리프 쇼(Cliff Shaw)와 함께 형식적 추론을 할 수 있는 최초의 프로그램(논리 이론가)을 완성한 후, "물질로 구성된 시스템이 어떻게 마음의 속성을 가질 수 있는지 설명하면서, 존경할 만한 정신-신체 문제를 해결했다"고 주장했다. 존 호겔랜드(John Haugeland)는 "AI는 진짜 물건, 즉 완전하고 문자적인 의미에서 마음이 있는 기계만을 원한다. 이것은 공상 과학이 아니라 이론적 개념에 기반한 실제 과학이며, 심오하면서도 대담하다. 즉, 우리는 근본적으로 컴퓨터이다."
Searle은 또한 강력한 AI 지지자들에게 다음과 같은 주장을 돌린다.
- AI 시스템은 마음을 설명하는 데 사용될 수 있다.[3]
- 뇌 연구는 마음 연구와 관련이 없다.[b] 그리고
- 튜링 검사는 정신 상태의 존재를 확립하는 데 적합하다.[c]

## 정형화된 논증
1984년 설은 좀 더 정식적인 버전으로 ‘중국어 방’을 통해 하고자 하는 이야기를 정리해서 발표했다. 그의 전제는 네 명제로 이뤄져 있다.
- 전제 1. 뇌는 마음을 발생시킨다.
- 전제 2. 통사법은 의미론에 필수적인 것이 아니다.
- 전제 3. 컴퓨터 프로그램은 전적으로 그것의 형식적이고 통사론적 구조에 의해 정의된다.
- 전제 4. 마음은 의미론적 내용을 가지고 있다.

두 번째 전제는 중국어 방을 통한 논변으로 뒷받침되었고, 때문에 존 설은 오직 형식적인 통사론적 규칙에 따르는 방을 유지시켰으며 또한 이 방 안의 존재는 중국어의 의미를 이해하지 못한다. 존 설은 곧바로 세 가지의 결론을 도출했다.
- 결론 1. 어떤 컴퓨터 프로그램도 그 스스로에 의해 마음의 시스템과 같은 효과를 주는 데 충분하지 못하다. 프로그램은 마음이 아니다.
- 결론 2. 마음을 발생시키는 뇌의 기능이 작동하는 방식은 다만 컴퓨터 프로그램을 작동시키는 능력에 의한 것만은 아니다.
- 결론 3. 마음을 가진(혹은 마음을 발생시키는)모든 것들은 최소한 뇌와 동등한 수준의 인과력(causal powers)을 가지고 있어야만 한다.

설은 이 논증을 “과도하게 조야한(excessively crude)” 것으로서 기술한다. 이 논증이 실제로 타당한지에 대한 고려할 만한 논박이 존재한다. 그 논의들은 전제를 분석하는 다양한 방법으로 집중되어있다. 어떤 이는 전제 3이 컴퓨터 프로그램은 통사론적 내용을 포함할 수 있지만 의미론적 내용은 포함할 수 없는 것으로 읽을 수 있을 것이고, 또 전제 2, 3, 4는 타당하게 결론 1을 도출해 낸 것으로 결론낼 수도 있다. 이것은 논쟁을 컴퓨터 프로그램의 의미론적 내용의 기원으로 이끌고 간다.

## 반론
이와 같은 논리를 뇌 안의 뉴런과 언어이해력에 대해 적용해 보면, 인간조차 언어를 정말 이해하고 있는지가 불분명해지고 만다. 이에 대해 많은 학자들은 안의 사람은 중국어를 이해하지 못하지만 안의 사람과 중국어 방을 더한 총체는 중국어를 이해한다고 주장한다. 그리고 많은 컴퓨터 프로그래머들은 실제로 인공지능을 구현하는 방법이 중국인 방 이론과 차이가 없다고 주장하고 있다. 한 예로 애플사의 시리는 본질적으로는 미리 저장된 데이터베이스를 통해서 입력된 문장을 분석하고 적당한 문장을 출력하는 '중국인 방 이론'에 의해 프로그램되어 있지만, 많은 사람들은 시리가 아주 훌륭한 인공지능의 예시라고 생각한다.

## 같이 보기
- 중국인 체육관
- 계산주의
- 강한 인공 지능